# グリッドレイ (ミサイル巡洋艦)
| USS Gridley (DLG-21) |                                            |
| 艦歴                 |                                            |
| 発注:                |                                            |
| 起工:                |                                            |
| 進水:                | 1961年7月31日                              |
| 就役:                | 1963年5月25日                              |
| 退役:                | 1994年1月21日                              |
| その後:              | 2005年に廃棄処分                           |
| 除籍:                | 1994年1月21日                              |
| 性能諸元             |                                            |
| 排水量:              | 7,400 トン                                 |
| 全長:                | 533 ft                                     |
| 全幅:                | 53 ft                                      |
| 吃水:                | 26 ft                                      |
| 機関:                | ギヤード蒸気タービン2基2軸 4缶、85,000 shp |
| 最大速:              | 30ノット                                   |
| 航続距離:            |                                            |
| 兵員:                | 士官、兵員373名                            |
| 兵装:                |                                            |
| 航空機:              |                                            |
| モットー:            | World's Greatest Cruiser                   |

グリッドレイ (USS Gridley, DLG/CG-21) は、アメリカ海軍のミサイル巡洋艦。リーヒ級の6番艦。艦名はチャールズ・ヴァーノン・グリッドレイにちなんで命名された。その名を持つ艦としては3隻目。

## 艦歴
グリッドレイはワシントン州シアトルのピュージェット・サウンド・ブリッジ・アンド・ドライドック社で起工する。1961年7月31日にスチュアート・D・ローズ夫人（グリッドレイ大佐の曾孫）によって進水し、1963年5月25日にP・A・リリー艦長の指揮下就役した。
ワシントン州ブレマートンのピュージェット・サウンド海軍造船所で整調を行った後、グリッドレイはブリティッシュコロンビア州への親善訪問を行い、その後母港のカリフォルニア州ロングビーチから公試を行った。グリッドレイは1963年11月8日から12月9日までピュージェット・サウンド海軍造船所に留まり、その後大西洋艦隊第19駆逐艦隊の旗艦となる。
1964年初めにカリフォルニア州サンディエゴで整調を行った後、4月8日にロングビーチを出航し真珠湾経由でオーストラリアに向かう。5月5日にサウスオーストラリア州アデレードに到着し、珊瑚海海戦記念祭に参加した。その後フィリピンに向かい5月29日から31日までスービック海軍基地に停泊、続いて6月2日に日本の沖縄に到着し、8日には佐世保に入港した。
グリッドレイは再び南に向かい、スービック湾から香港に向かう。トンキン湾で駆逐艦マドックス(USS Maddox, DD-731)とターナー・ジョイ(USS Turner Joy, DD-951) がベトナム軍哨戒艇から攻撃を受け、グリッドレイは8月4日に事態に対処するため南シナ海で航空母艦コンステレーション(USS Constellation, CVA-64)の護衛任務に従事する。スービック湾で短期間停泊した後、グリッドレイはステーションに留まり防空哨戒任務を継続し、対空戦闘指揮および通信中継任務に従事した。グリッドレイは海軍殊勲部隊章を受章し、9月6日に戦闘海域を離脱する。11月7日にスービック湾を離れ、11月21日にロングビーチに到着する。
グリッドレイは1965年7月10日に西大西洋に戻るまでアメリカ西海岸で活動した。真珠湾と横須賀を経由して南シナ海に向かい、北ベトナムを攻撃する第7艦隊の空母群の支援を行う。続く4ヶ月間でグリッドレイは不時着水したパイロットを4度救出した。12月7日に横須賀に戻り、22日には南シナ海で空母に帰還する艦載機の確認任務を再開する。1966年初めに帰国の途に就き2月1日にロングビーチに到着する。
グリッドレイはカリフォルニア沿岸で活動を続け、11月18日に再びアジアへ向かう。1967年1月2日に南シナ海およびトンキン湾での航空機護衛任務のためスービック湾を出航する。戦闘地域での様々な任務の後オーストラリアを経由して西海岸に向かい、6月8日にロングビーチに到着、次の任務の準備を行う。
1967年6月8日にジョン・フォーブズ・ケリー少尉が初の海外任務のためグリッドレイに着任する。彼の任務は1年後の1968年6月6日に終了した。
リーヒ級ミサイル巡洋艦は1960年代後半から70年代前半にかけて対空戦闘能力の改善が行われた。50口径3インチ砲は8基の AGM-84 ハープーンミサイルと交換され、テリアミサイルランチャーはスタンダードミサイルが発射できるようアップグレードを受けた。また、2基のファランクスCIWSが装備された。
グリッドレイは1975年6月30日に CG-21 （ミサイル巡洋艦）に艦種変更された。同年フリークエント・ウィンド作戦（南ベトナムからの撤退作戦）を支援し、航空管制およびオンステーション支援を提供した。さらに、マヤグエース号事件ではオンステーション航空管制を担当した。
1978年はドックでのオーバーホールを行い、翌1979年に太平洋西部へ展開する。イランアメリカ大使館人質事件の結果、グリッドレイは1980年代中頃までインド洋およびアラビア海北部のステーションに留まることとなる。
1982年3月にカリフォルニア州サンディエゴへ帰還し、カリフォルニア州南部海岸で活動の後グリッドレイはロングビーチ海軍造船所で広範囲な改良および機関全体のオーバーホールを行う。艦の射撃管制および対空捜索レーダーに対してより多くの改良が行われた。また、ファランクスの装着はこのとき行われた。グリッドレイは1983年10月に部隊に復帰する。
1987年7月、グリッドレイはレンジャー戦闘集団の一部としてイランの石油掘削施設への攻撃に参加する。1988年12月にも再びペルシャ湾に展開し、ホルムズ海峡でクウェートの石油タンカーを護衛した。
グリッドレイは1989年6月にカリフォルニア州サンディエゴへ帰還する。同年10月17日、カリフォルニア州トレジャー・アイランドの海軍基地を訪れるが、ロマ・プリエタ地震の発生で訪問は中断され、グリッドレイの乗組員はマリーナ地区の被災者に対して援助を行った。
1990年2月から1991年3月までグリッドレイはサンディエゴのサウスウエスト・マリーン造船所でNTU (New Threat Upgrade)プログラムによる新型戦闘システムが導入された。5,500万ドルをかけたオーバーホールの間に全ての機関と停泊施設、食糧供給施設が改良され、艦の戦闘システムは劇的に増強された。対空探索レーダーおよび戦闘統制システムの改良により、 SM-1 および SM-2 艦対空ミサイルによる多数の標的を検知、対処する能力が改善された。
広範囲な運用評価および検証過程に続いて、グリッドレイは空母インディペンデンス(USS Independence, CV-62)の支援任務のためペルシャ湾に展開する。1992年6月にはアラビア海北部で航行不能となった商船アデル11(Adel 11)を救助する。8月にオペレーション・サザン・ウォッチ（イラク上空の飛行禁止空域施行作戦）が始まり、グリッドレイはクウェート沖合のステーションで同作戦に参加した最初の艦となった。グリッドレイは沿岸地域のレーダー探知およびペルシャ湾北部の艦艇に対する対空防御を担当した。
グリッドレイは1992年10月にサンディエゴへ帰還し、1993年1月から4月までナショナル・スチール・アンド・シップビルディング社でオーバーホールを受ける。この間に新型の SM-2 ブロックIII ミサイルが運用可能となった。この改良により艦は巡航ミサイルを撃墜する能力を得る。1993年7月、グリッドレイは太平洋のミサイル試験海域において新型ミサイルの発射試験を行い3度の成功を記録した。同月空母コンステレーションに随伴してメキシコのアカプルコに向かい、その後フィラデルフィア海軍造船所で3年の耐用年数拡張プログラム・オーバーホールを受けたコンステレーションの護衛を行いサンディエゴに帰還する。
サンフランシスコへの最後の訪問の後、グリッドレイは1993年10月にサンディエゴに帰還し退役する。除籍後は1994年1月21日に一時的に海事局へ移管され、スイスン湾で廃棄のため保管された。グリッドレイは2005年にスクラップとして廃棄された。